# شهرستان پری (آرکانزاس)
شهرستان پری، آرکانزاس (به انگلیسی: Perry County, Arkansas) شهرستانی در ایالات متحده آمریکا است که در آرکانزاس واقع شده‌است.

## خصوصیات
شهرستان پری ۱٬۴۵۲٫۹۹ کیلومترمربع مساحت دارد.